# Джон Г'юї
Джон Г'юї (англ. John Hewie, 13 грудня 1927, Преторія — 11 травня 2015, Лінкольншир) — шотландський футболіст, що грав на позиції захисника. Більшу частину кар'єри провів у клубі «Чарльтон Атлетик», грав також у складі збірної Шотландії, у тому числі на чемпіонаті світу 1958 року.

## Клубна кар'єра
Джон Г'юї народився у 1927 році в Південній Африці в сім'ї шотландських емігрантів. У 1947 році розпочав грати за південноафриканську команду «Аркадія Шепердс», в якій грав до 1948 року.
У 1949 році Джон Г'юї повернувся до Великої Британії, де став гравцем команди «Чарльтон Атлетик», за який відіграв 17 сезонів. Більшість часу, проведеного у складі «Чарльтон Атлетик», був основним гравцем захисту команди, зігравши понад 500 офіційних матчів у складі команди. У 1966 році завершив виступи в складі «Чарльтон Атлетик».

## Виступи за збірну
1956 року дебютував в офіційних матчах у складі національної збірної Шотландії. Протягом кар'єри у національній команді, яка тривала 5 років, провів у її формі 19 матчів, забивши 2 голи. У складі збірної був учасником чемпіонату світу 1958 року у Швеції, на якому зіграв лише в заключній грі проти збірної Франції, програного шотландцями, причому в цій грі не реалізував пенальті.

## Після завершення кар'єри футболіста
після завершення виступів у Чарльтон Атлетик" Джон Г'юї у 1968 році був граючим тренером нижчолігового клубу «Бекслі Юнайтед». У 1968 році він повернувся до Південної Африки, де був граючим головним тренером свого колишнього клубу «Аркадія Шепердс» до 1971 року. Пізніше Г'юї повернувся до Великої Британії. Помер Джон Г'юї 11 травня 2015 року у графстві Лінкольншир.